# Trường Đại học Y Dược, Đại học Huế
Trường Đại học Y Dược (YDH; tiếng Anh: Huế University of Medicine and Pharmacy) là một trường đại học chuyên ngành y khoa tại Việt Nam, trực thuộc Đại học Huế, được xếp vào nhóm đại học trọng điểm của quốc gia Việt Nam.

## Lịch sử
Trường Đại học Y Dược Huế được xây dưới thời tổng thống Ngô Đình Diệm, vốn đầu tư của trường đựoc ra từ tiền lời xổ số trong 8 kì, trường có tiền thân từ Trường Cán sự Y tế và Nữ hộ sinh Quốc gia từ tháng 3 năm 1957. Đến tháng 8 năm 1961 Trường được chính thức thành lập với tên gọi Trường đại học Y khoa Huế. Năm 1976, Trường được tách ra từ Viện Đại học Huế và trực thuộc Bộ Y tế. Năm 1979, Trường hợp nhất với Bệnh viện Trung ương Huế thành Học viện Y Huế kéo dài trong 10 năm. Đến tháng 4 năm 1994, trường trở thành cơ sở trực thuộc Đại học Huế cho đến nay.

## Chất lượng đào tạo

### Bảng xếp hạng
Theo bảng xếp hạng Quacquarelli Symonds (QS) 2017 thì hệ thống đại học Đại học Huế nằm trong nhóm 351 - 400 đại học tốt nhất châu Á. Theo bảng xếp hạng uniRank năm 2018, hệ thống đại học Đại học Huế đứng thứ 16 tại Việt Nam. Còn theo bảng xếp hạng Webometrics năm 2018, hệ thống đại học Đại học Huế đứng thứ 13 tại Việt Nam.

## Năng lực

### Đội ngũ cán bộ
Đội ngũ giảng viên và cán bộ quản lý và nhân viên là 763 (30/11/2009), trong đó, giảng viên là 391, và cán bộ quản lý và nhân viên là 429.
Trình độ Đại học: 179 45.78%
Trình độ Bác sĩ chuyên khoa 1: 5 1.28%
Trình độ Bác sĩ chuyên khoa 2: 33 8.44%
Trình độ Thạc sĩ: 110 28.13%
Trình độ Tiến sĩ: 35 8.95%
Giáo sư và Phó giáo sư: 37
(Cập nhật vào ngày 29-02-2012)
Hiệu trưởng quan các thời kỳ:
- GS. Lê Tấn Vĩnh (1961 - 1962);
- BS. Lê Khắc Quyến (1962 - 1967);
- GS. Bùi Duy Tâm (1967 - 1972);
- BS. Lê Bá Vận (1972 - 1975);
- PGS.TS. Lê Văn Phước (1976 - 1978);
- BS. Hồ Văn Cung (1978 - 1982);
- GS. Võ Phụng (1982 - 2000);
- GS.TS Phạm Văn Lình (2000 - 2008);
- GS.TS Cao Ngọc Thành (2008 - 2019);
- GS.TS Nguyễn Vũ Quốc Huy (2019-nay).

## Đào tạo

### Đại học
Đào tạo hệ chính quy và không chính quy gồm 11 ngành: Bác sĩ Y khoa, Bác sĩ Răng Hàm Mặt, Bác sĩ Y học cổ truyền, Bác sĩ Y học Dự phòng, Dược sĩ, Điều dưỡng, Kỹ thuật Y học, Cử nhân Y tế công cộng, Hộ sinh và Dinh dưỡng.

## Nghiên cứu khoa học
Nghiên cứu các ngành y khoa lâm sàng

## Các đơn vị trực thuộc

### Khoa và Bộ môn
Trường có 5 khoa và 27 bộ môn trực thuộc: 
Khoa
- Khoa Dược
- Khoa Răng Hàm Mặt
- Khoa Điều dưỡng
- Khoa Y tế Công cộng
- Khoa Y học cổ truyền

Bộ môn
| - Bộ môn Ngoại - Bộ môn Huyết học - Bộ môn Da Liễu - Bộ môn Sản - Bộ môn Tai Mũi Họng - Bộ môn Tâm thần - Bộ môn Miễn dịch - Sinh lý bệnh - Bộ môn Y học hạt nhân - Bộ môn Gây mê hồi sức |  | - Bộ môn Nhi - Bộ môn Chẩn đoán hình ảnh - Bộ môn Di truyền Y học - Bộ môn Dược Lý - Bộ môn Giải phẫu học - Bộ môn Truyền nhiễm - Bộ môn Ung bướu - Bộ môn Vi sinh - Bộ môn Nội |  | - Bộ môn Giải phẫu bệnh - Pháp y - Bộ môn Ký sinh trùng - Bộ môn Lao - Bộ môn Mô phôi - Bộ môn Mắt - Bộ môn Phẫu thuật thực hành - Bộ môn Phục hồi chức năng - Bộ môn Sinh hóa - Bộ môn Sinh lý |

Viện và trung tâm nghiên cứu:
1. Viện nghiên cứu sức khỏe cộng đồng
2. Viện nghiên cứu Y Sinh
3. Viện Đào tạo và Bồi dưỡng cán bộ Quản lý y tế
4. Trung tâm y học gia đình

### Bệnh viện trường Đại học Y Dược Huế
Bệnh viện Trường Đại học Y Dược Huế được thành lập tháng 10/2002, trên cơ sở nâng cấp Trung tâm nghiên cứu y học lâm sàng, với 700 giường, hiện là bệnh viện công lập hạng 1 trực thuộc bộ Y tế. Bệnh viện thực hành là bệnh viện đa khoa có chức năng nhiệm vụ khám chữa bệnh, đào tạo, nghiên cứu khoa học, hợp tác quốc tế và chăm sóc sức khỏe cộng đồng.
Các mũi nhọn trong khám chữa bệnh của Bệnh viện: Can thiệp tim mạch; Chẩn đoán hình ảnh can thiệp; Nội soi tiêu hóa; Chẩn đoán hình ảnh (CT 64, CT Conebeam trong RHM, Siêu âm đàn hồi mô chẩn đoán và theo dõi bệnh lý gan, tuyến giáp, tuyến vú); Phẫu thuật nội soi trong Ngoại khoa, TMH (điều trị phẫu thuật ung thư đầu mặt cổ); Phẫu thuật mở trong Chấn thương chỉnh hình, tạo hình, tiêu hóa, tiết niệu; Ung bướu (điều trị đa mô thức MTB); Phẫu thuật tạo hình hàm mặt (phối hợp với các chuyên gia quốc tế); Điều trị vô sinh; Khám và tư vấn sàng lọc trước sinh và sơ sinh; Điều trị và theo dõi các bệnh mạn tính không lây (ĐTĐ, THA, suy tim) và lây (viêm gan virus các loại); phẫu thuật mắt (phaco với máy OCT và kính hiển vi phẫu thuật thế hệ mới); Phục hồi chức năng (tiếp cận sớm đa chuyên khoa, âm ngữ trị liệu, hoạt động trị liệu)...
Giám đốc của Bệnh viện qua các thời kỳ:
GS Phạm Văn Lình, TS.BS, (2002-2008);
GS Cao Ngọc Thành, TS.BS, (2009-2019); 
PGS Nguyễn Khoa Hùng, TS.BS (2020-nay).
Các Trung tâm thuộc Bệnh viện:
1. Trung tâm nội tiết sinh sản và vô sinh
2. Trung tâm sàng lọc - chẩn đoán trước sinh và sơ sinh
3. Trung tâm tiêu hóa - nội soi
4. Trung tâm tim mạch (gồm khoa Nội tim mạch, Đơn vị DSA)
5. Trung tâm Cấp cứu - Đột quị (gồm Đơn vị đột quị)

Các Khoa (gồm phòng khám) thuộc Bệnh viện:
1. Khoa Nội tổng hợp - nội tiết - cơ xương khớp
2. Khoa Ngoại Chấn thương Chỉnh hình - Lồng ngực
3. Khoa Ngoại Tiêu hóa
4. Khoa Ngoại Tiết niệu - Thần kinh
5. Khoa Gây mê hồi sức (gồm ICU)
6. Khoa Phụ Sản
7. Khoa TMH - Mắt - RHM
8. Khoa Nhi Tổng hợp
9. Khoa Ung bướu
10. Khoa PHCN
11. Khoa CĐHA
12. Khoa Hóa sinh - Miễn dịch
13. Khoa Vi sinh
14. Khoa Huyết học
15. Khoa Giải phẫu bệnh
16. Khoa Ký sinh trùng
17. Khoa Dược
18. Khoa Kiểm soát nhiễm khuẩn

Các phòng khám thuộc Bệnh viện:
1. PK Da liễu
2. PK Điều trị tâm thần và sức khỏe tâm trí
3. PK Y học cổ truyền